# Boubacar Diallo (Leichtathlet, 1996)
Boubacar Diallo (* 20. Oktober 1996) ist ein französisch-malischer Leichtathlet, der sich auf den Stabhochsprung spezialisiert hat und aktuell Inhaber des Landesrekordes ist.

## Sportliche Laufbahn
Erste internationale Erfahrungen sammelte Boubacar Diallo im Jahr 2023, als er bei den Spielen der Frankophonie mit einer Höhe von 1,90 m den sechsten Platz im Hochsprung belegte. Im Jahr darauf gewann er bei den Afrikaspielen in Accra mit übersprungenen 4,70 m die Bronzemedaille im Stabhochsprung hinter dem Algerier Medhi Amar Rouana. Im Juni gewann er bei den Afrikameisterschaften in Douala mit 5,10 m die Bronzemedaille hinter dem Südafrikaner Kyle Rademeyer und Amar Rouana aus Algerien.

## Persönliche Bestleistungen
- Hochsprung: 2,06 m, 25. September 2016 in Aulnay-sous-Bois
- Stabhochsprung: 5,31 m, 24. Juni 2023 in Cergy-Pontoise (senegalesischer Rekord)